# De l'interprétation : Essai sur Freud
 (août 2021).
Si vous disposez d'ouvrages ou d'articles de référence ou si vous connaissez des sites web de qualité traitant du thème abordé ici, merci de compléter l'article en donnant les références utiles à sa vérifiabilité et en les liant à la section « Notes et références ».
De l'interprétation : Essai sur Freud  est un livre de 1965 par le philosophe français Paul Ricœur.  Ricœur interprète l'œuvre Sigmund Freud, le fondateur de la psychanalyse, en termes d' herméneutique, la théorie des règles qui régissent l'interprétation d'un texte particulier, et aborde la phénoménologie, une école de philosophie fondée par Edmund Husserl.
Ricœur compare Freud aux philosophes Karl Marx et Friedrich Nietzsche, qualifiant le trio d'« école du soupçon », et explore les similitudes et les différences entre psychanalyse et phénoménologie.
Il compare également les idées de Freud à celles du philosophe Georg Wilhelm Friedrich Hegel, critique les points de vue de Freud sur la religion, discute du langage, et développe les idées sur les symboles explorés dans son ouvrage précédent Le symbolisme du mal (1960). 
En réponse aux critiques du statut scientifique de la psychanalyse par des philosophes comme Ernest Nagel, Ricœur soutient que la psychanalyse doit être comprise non pas comme une science d'observation, mais comme une « interprétation » qui ressemble à l'histoire plutôt qu'à la psychologie .